# NGC 3070
NGC 3070 is een elliptisch sterrenstelsel in het sterrenbeeld Leeuw. Het hemelobject werd op 15 maart 1784 ontdekt door de Duits-Britse astronoom William Herschel.

## Synoniemen
- UGC 5350
- MCG 2-26-6
- ZWG 64.11
- PGC 28796